# Fontès

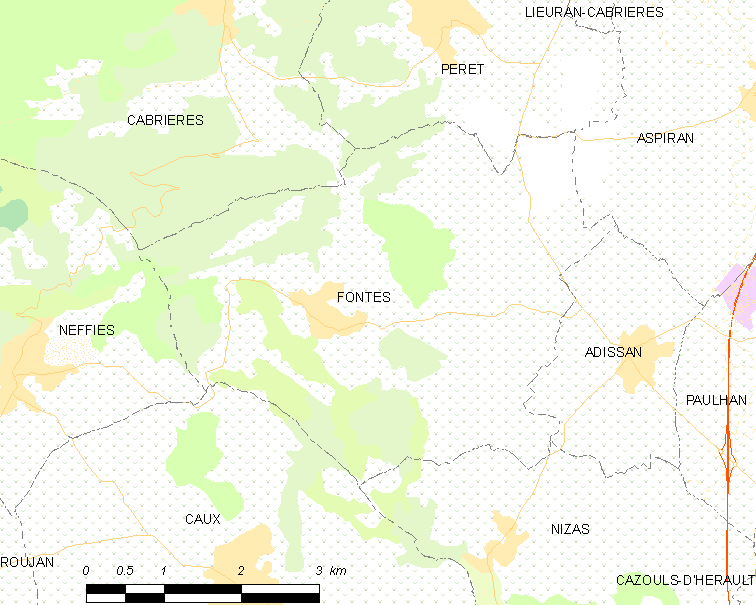
Mapa

Fontès es una comuna francesa situada en el departamento de Hérault, en la región de Occitania.

## Demografía
| 809 | 802 | 726 | 750 | 797 | 788 | 980 | 1045 |
| Para los censos de 1962 a 1999 la población legal corresponde a la población sin duplicidades (Fuente: INSEE [Consultar]) |     |     |     |     |     |     |      |